# ホイップ坊や
ホイップ坊や（ホイップぼうや、1986年9月4日 - ）は、フリーの日本のお笑い芸人、フリーター。神奈川県出身。旧芸名は「たかはしくん」。

## 来歴
- 3人兄弟の3男。
- 父母兄弟、祖父母は高学歴。実の家族とは絶縁状態にある。
- 痔持ちである。
- 親の仕事の関係でイギリスで幼少期を過ごした。Helloの発音はネイティブ並みであった。現在は英語を全て忘れ日本語しか理解出来ない。
- 桐蔭学園小・中学校卒業。
- プロボクサーを目指すため、中学時代からボクシングジムに通う。ボクシング強豪の高校に進学するも、スパーリングで素人にボコボコにされ将来を嘱望されていたボクサーへの道を断念。1年生の2月に高校を中退する。
- 高校を中退後、実家を出て新聞配達や日雇い労働などを転々としていた。
- 義理チョコも含め、バレンタインにチョコレートをもらった経験がない。
- 2007年10月、WCSに入学し、7期生となる。WCS在学中は「テレキャスター」というコンビで、ツッコミを担当していた。卒業後、ピン芸人「たかはしくん」として活動開始（一時期は「ビブーティ高橋」「万力太郎」と名乗っていた）。
- 2013年3月、ポッドキャスト番組『便所のつぶやき』がダムダムおじさんにむらあつとと共に配信開始[1]。
- 2015年8月、自己破産する。心労から痔が悪化[2]。
- 2015年11月、旧芸名より改名。
- 2017年9月25日、童貞を卒業[3]。
- 2018年2月、初の著書となる『ハードコア弁当』を出版したが、大コケしてしまい初版5000部に対して2018年5月4日時点で110部である[4]。
- 2019年3月、所属していたSMA HEET Projectを退社し、フリーとなることを発表[5]。
- 2019年7月、YouTubeで『ASSへの扉』が配信開始[6]。
- 2020年10月、ポッドキャスト番組『便所のつぶやき』終了[7]。
- 2021年2月、YouTubeでダムダムおじさんのにむらあつとと共に『ライスオンミー』が配信開始[8]。
- 2021年8月14日、結婚[9]。
- 2021年9月、自身の脱肛によりASSへの扉が配信停止[10]。

## 芸風
- 主なネタは一人コント。ブラックなネタや凝った衣装による出オチのネタも多い。
- 代表的なネタは猫の駅長さん
- 『ホイップ・アンダーグラウンドリポート』シリーズ（消費者金融や新興宗教団体への潜入リポートなどを行っている）
- 『ホイップ短歌』シリーズ
- 『ホイップ・ストリートファイト』シリーズ

## 受賞歴
- 第51回宣伝会議賞　協賛企業賞（リクルート住まいカンパニー）[11]
- インフルエンサーアワードジャパン2017　ORIGINALITY部門最優秀賞[12]

## 賞レース
- R-1ぐらんぷり2017 三回戦進出[13]
- R-1ぐらんぷり2019 一回戦敗退[14]

## 出演

### テレビ
- 週末にしたい10のこと!（日本テレビ）
- 新世紀ネタキング決定戦（TOKYO MX）
- テッパン！（日本テレビ）
- ten.（読売テレビ）
- あさイチ（NHK）
- Rの法則（NHK Eテレ）

### ラジオ
- 爆笑問題の日曜サンデー（TBSラジオ）
- STEP ONE（J-Wave）
- デイリーフライヤー（JFN）
- God Bless Saturday（FM YOKOHAMA）

### CM
- 日清カップヌードル「壁ドン編」

### 雑誌・その他
- ダ・ヴィンチ「カルチャーダ・ヴィンチ」（2018年5月号・KADOKAWA）
- 東京新聞「TOKYO発」（2018年3月23日朝刊）

### Web
- 日刊Ranzuki（ぶんか社）
- KODE

### ポッドキャスト
- 便所のつぶやき（Podcast）

### YouTube
- ライスオンミー
- ASSへの扉
- ホイップアンダーグラウンドリポート

## 書籍
- ハードコア弁当（2018年2月23日、主婦と生活社）[15][16]